# Una piccola impresa meridionale
Una piccola impresa meridionale è un film del 2013 diretto da Rocco Papaleo. Il film, ambientato in Puglia ma interamente girato in provincia di Oristano, è ispirato al romanzo omonimo scritto dallo stesso Papaleo.
Il film è stato prodotto da Paco Cinematografica in associazione con Warner Bros. Entertainment Italia e realizzato con il sostegno di Regione Lazio e Sardegna Film Commission. È uscito nelle sale italiane il 17 ottobre 2013.

## Trama
Un ex prete, don Costantino, viene confinato da sua madre affinché non si sappia della sua svestizione. La donna, infatti, ha già uno scandalo da tenere a bada: sua figlia Rosa Maria ha lasciato il marito Arturo ed è fuggita con un misterioso amante, che in realtà è Valbona, la domestica della madre. Il vecchio faro in disuso, appartenente alla famiglia di Costantino, dovrebbe garantire all'ex prete l'isolamento. Invece attira l'attenzione di tutti, trasformandosi col tempo in un refugium peccatorum. Dopo Costantino vi giungono infatti l'ex prostituta Magnolia, il cognato Arturo e infine una stravagante ditta di ristrutturazioni chiamata per riparare il tetto. I protagonisti saranno tutti chiamati, a quel punto, a ricostruire il proprio futuro.

## Ambientazione
Il film, ambientato in un ipotetico paese del Sud Italia, è stato girato interamente in Sardegna, in provincia di Oristano. Il faro in cui si ritrova a vivere don Costantino è quello di capo San Marco, a qualche centinaia di metri da Tharros, mentre la spiaggia che fa da sfondo alla capanna dove vivono Valbona e Rosa Maria è quella di S'Archittu in territorio di Cuglieri. Le scene ambientate in paese sono girate a Cabras.

## Colonna sonora
Le musiche originali del film sono dello stesso Papaleo e Rita Marcotulli. La colonna sonora include brani strumentali della Marcotulli già premiata con il David di Donatello, il Nastro D’Argento e il Ciak D’Oro per le musiche di Basilicata coast to coast, canzoni di Rocco Papaleo, sorprendenti e inedite performance vocali di Riccardo Scamarcio e Barbara Bobulova e il brano “Dove cadono i fulmini” della cantautrice pugliese Erica Mou.
Alcuni tra i maggiori jazzisti italiani hanno contribuito alla registrazione dei brani, tra cui Luciano Biondini, Fabrizio Bosso, Riccardo Corso, Roberto Gatto, Nguyen-Le, Pericle Odierna, Alessandro Paternesi, Francesco Puglisi, Giovanni Tommaso e Arturo Valiante.

## Riconoscimenti
- 2014 - David di Donatello
  - Nomination Migliore canzone originale (Dove cadono i fulmini) a Erica Mou
- 2014 - Nastro d'argento
  - Nomination Migliore attrice non protagonista a Giuliana Lojodice e Claudia Potenza
- 2014 - Ciak d'oro
  - Nomination Migliore attrice non protagonista a Giuliana Lojodice